# 도쿠가와 쓰나에다
도쿠가와 쓰나에다(일본어: 徳川綱條, 1656년 ~ 1718년)는 에도 시대 중기의 다이묘이다. 미토번 제3대 번주를 지냈다. 아명은 우네메(采女).
다카마쓰번 번주 마쓰다이라 요리시게의 차남으로 태어났다. 후에 미토 번주 도쿠가와 미쓰쿠니의 후계자가 되었다.
1716년 도쿠가와 이에쓰구가 세상을 떠나자 쇼군직 계승을 놓고 도쿠가와 요시무네, 도쿠가와 쓰구토모와 경합하게 되었으나, 자진 양보하였다.
쓰나에다 사후 양자 도쿠가와 무네타카(徳川宗堯)가 미토 종가의 가독을 이었다.